# سيفيرينو ريخا
سيفيرينو ريخا (بالإسبانية: Severino Reija)‏ ، من مواليد 25 نوفمبر 1938 ، لاعب كرة قدم إسباني سابق.
لعب مع منتخب إسبانيا لكرة القدم.

## وصلات خارجية
- سيفيرينو ريخا على موقع الاتحاد الدولي (مؤرشف)  (الإنجليزية)
- سيفيرينو ريخا على موقع قاعدة بيانات كرة القدم.إي يو (الإنجليزية)
- سيفيرينو ريخا على موقع ناشيونال فوتبول تيمز (الإنجليزية)
- سيفيرينو ريخا على موقع عالم كرة القدم.نت (الإنجليزية)